# Risdam
La East Indiaman Risdam era una nave mercantile olandese,  andata persa per naufragio il 1º gennaio 1727 vicino a Pulau Batu Gajah (roccia dell'Elefante), in Malesia.

## Storia
La flute Risdam fu costruita presso un cantiere navale di Amsterdam nel 1713, per la locale Camera di Hoorn della Compagnia olandese delle Indie orientali. Il 27 settembre 1714 la nave salpò dalla rada di Texel al comando del capitano Pieter Daalderr, raggiungendo Batavia il 22 aprile 1715 via capo di Buona Speranza (dove sostò dal 9 al 27 gennaio 1715) con a bordo 119 persone. Successivamente la nave andò a Deshima, in Giappone, insieme alla navi Aldegonde, Witsburg e Strijkebolle.  Il 16 gennaio 1717 la Risdam levò l'ancora da Batavia al comando del capitano Jacobus Verkade e con un equipaggio di 87 persone, per un viaggio commerciale sotto l'egida della camera di Enkhuizen, raggiungendo Texel il 30 luglio dello stesso anno. La Risdam viaggiava insieme alla Huis de Vlotter sotto l'autorità del capo mercante Hendrik Gideon Boudaen. La nave sostò al capo di Buona Speranza dal 28 marzo al 13 aprile 1717. La flute Risdam intraprese il viaggio di rientro a Batavia, per la camera di Amsterdam, il 16 novembre 1718 al comando del capitano Cornelis Dam, e via capo di Buona Speranza (sosta dal 29 aprile al 16 giugno 1719) raggiungendo Batavia il 31 agosto 1719.
Secondo i registri della VOC la nave caricò stagno a Ligor e poi partì per Ayutthaya il 29-30 novembre 1726 dove caricò legno di zenzero, barili di zenzero, 40 vasetti di achar, 30 vasetti di lime e 150 vasi smaltati vuoti. La nave salpò da Ayutthaya per Batavia l'8 dicembre, ma la nave iniziò ad imbarcare una considerevole quantità di acqua. Il 1 gennaio 1727, dopo che l'infiltrazione di acqua era diventata quasi incontrollabile, il capitano portò intenzionalmente la nave ad arenarsi vicino a Pulau Batu Gajah per salvare le vite dell'equipaggio. Il vecchio prevosto annegò a bordo della nave perché si rifiutò di sbarcare.
Nel 1984 il ricercatore Mike Hatcher scoprì la nave, che era ancora intatta, sotto uno strato di fango spesso tre piedi. Sono state trovate più di 300 zanne d'avorio, pali di legno e vasi di terracotta provenienti dalla Thailandia, oltre a 47 utensili di ferro, 139 lingotti di stagno.
Per salvare il Risdam ed esporlo nei Paesi Bassi, Mike Hatcher fondò in Olanda una fondazione per la ricerca sui relitti nell'area dell'India orientale con alcuni soci olandesi. Tuttavia i piani di recupero fallirono quando i malesi reclamarono la proprietà della nave, che si trovava all'interno delle loro acque territoriali.

### Fonti
1. ↑  Mareer.
2. 1 2 3 4 5 6 7 8 9 10 11 12  De VOC site.
3. 1 2 3 4 5 6  Green, Gangadharam 1985, p. 1.